# Coup d'État de 1993 en Libye
Le coup d'État de 1993 était un coup d'État militaire raté initié par les officiers militaires supérieurs de Ouarfella contre le dirigeant libyen Mouammar Kadhafi le 22 octobre 1993. Le coup d'État a été dirigé par Khalifa Haftar, un officier supérieur de premier plan de l'armée libyenne qui a fait défection lors de ce coup d'État. Le résultat a été l'exécution de nombreux officiers supérieurs et leur remplacement par des membres loyaux.

## Contexte
Le dirigeant libyen Kadhafi était largement considéré comme un dictateur et croyait au nationalisme panarabe ainsi qu'au nationalisme panafricain. Depuis qu'il a obtenu le pouvoir en 1969, Kadhafi avait nommé à des postes de haut niveau dans son gouvernement et ses services de sécurité des membres de sa propre tribu, la Kadhafa, afin de dissuader un coup d'État. La tentative de coup d'État a eu lieu l'année suivant l'imposition d'un régime de sanctions contre la Libye, en vertu de la résolution 748 du Conseil de sécurité des Nations unies. Ce régime de sanctions eut un impact significatif sur la Libye, il fut la cause d'importantes difficultés économiques et a provoqué des troubles internes en conséquence.

## Coup d'État
Le 22 octobre, les soldats qui s'opposaient à la Jamahiriya ont commencé à se mobiliser pour un coup d'État, à manifester et à préparer des mouvements de rébellion contre Kadhafi. Des révoltes ont éclaté à Misurata et à Bani Walid où la rébellion a tenté de renverser Kadhafi à Tripoli, mais elle a échoué.
Des groupes exilés comme le Front national pour le salut de la Libye ont déclaré qu'ils attaqueraient Kadhafi avec leurs 2 000 soldats encore stationnés en Libye. La CIA aurait été impliquée dans le coup d'État. La rébellion à Bani Walid a été violente selon les rapports. Khalifa Hunaysh, commandant des "gardes présidentielles" de Kadhafi, a joué un rôle de premier plan dans l'écrasement du coup d'État à Bani Walid. Plus tard, ce jour-là, l'armée de l'air libyenne a contrecarré la progression des membres du coup d'État et l'a ensuite écrasée.

## Conséquences
De nombreux membres de la tribu Warfalla ont été exécutés et Khalifa Haftar a été exilé au Tchad. Les Nations unies ont cessé d'imposer des sanctions à la Libye après le coup d'État. Kadhafi a plus tard commencé à retirer les officiers suspects et à les remplacer par des officiers loyaux, ainsi qu'à élargissement de l'armée.
De nombreux critiques ont déclaré que « personne » n'a gagné à part Kadhafi.